# Municipio de St. Thomas (Dakota del Norte)
El municipio de St. Thomas (en inglés: St. Thomas Township) es una subdivisión administrativa del condado de Pembina, Dakota del Norte, Estados Unidos. Según el censo de 2020, tiene una población de 107 habitantes.

## Geografía
Está ubicado en las coordenadas 48°38′12″N 97°28′53″O / 48.63667, -97.48139. Según la Oficina del Censo de los Estados Unidos, el municipio tiene una superficie total de 186.40 km², de la cual 186.38 km² corresponden a tierra firme y 0.02 km² es agua.

## Demografía
Según el censo de 2020, hay 107 personas residiendo en la zona. La densidad de población es de 0.57 hab./km². El 87.85 % son blancos, el 8.41 % son de dos o más razas y el 3.74 % son de otras razas. Del total de la población, el 13,08 % son hispanos o latinos de cualquier raza.